# ロコミ
もしかして
- 口コミ[注 1]

ではありませんか？